# Salt (canción)
«Salt» —en español: «Sal»— es una canción de la cantante estadounidense Ava Max, lanzada el 12 de diciembre de 2019 a través de Atlantic Records como el cuarto sencillo de su álbum de estudio debut, Heaven & Hell (2020). «Salt» se lanzó inicialmente en YouTube y SoundCloud en 2018, antes de ser relanzado en servicios de transmisión. Fue escrito por Max, Autumn Rowe, Madison Love, Nicole Morier y el productor Cirkut. La canción dance pop fue considerada como una de las «favoritas de los fanáticos» por varias publicaciones, quienes elogiaron la animada producción. «Salt» alcanzó el puesto número uno en Polonia y se ubicó en el top 10 en Austria, la CEI, Finlandia, Alemania, Noruega, Rusia, Suiza y Ucrania. Recibió una certificación cuádruple platino en Polonia, además de una certificación doble platino en Noruega.

## Antecedentes y composición
La canción se había lanzado inicialmente en YouTube y SoundCloud en 2018, donde obtuvo 4 millones de visitas en el primero en diciembre de 2019. El 5 de diciembre de 2019, Max reveló la fecha de lanzamiento de la canción en las redes sociales, que posteriormente se relanzó como sencillo en varios servicios de transmisión el 12 de diciembre de 2019. Ella reconoció que el relanzamiento de la canción se debió a sus altos números de transmisión, a pesar de que no contenía marketing o promoción previa. Fue escrita por Max, Autumn Rowe, Madison Love, Nicole Morier y el productor Cirkut.
«Salt» es una canción dance pop, con elementos de disco. Contiene «ritmos de discoteca de los años setenta y ochenta» mezclados con las «inflexiones vocales» de Max. Se escucha un violín en la introducción, mientras que la Mujer Maravilla y Marilyn Monroe se mencionan líricamente a lo largo de la canción, debido a su estatus de ícono en la feminidad. La letra de la canción describe la naturaleza despreocupada de no llorar por un ex.

## Recepción crítica
Varias publicaciones han considerado a «Salt» como un «favorito de los fanáticos» desde su lanzamiento en 2018. Rania Aniftos de Billboard describió la canción como una «pista alegre y atrevida sobre divertirse después de un período triste», mientras que Madeline Roth de MTV News la llamó «felicidad dance pop». Escribiendo para Stereogum, Chris DeVille escribió que «Salt» era la mejor canción de la discografía de Max a pesar de sonar similar a Lady Gaga. Shaoni Das de Music Talkers declaró que la canción es un «emocionante número de baile, inundado de charcos de brillo, glamour y confianza». Sin embargo, Nicholas Hautman de Us Weekly criticó la letra de la canción por ser un cliché, señalando específicamente que se trata de «llorar tanto que literalmente te quedas sin los electrolitos necesarios para formar lágrimas».

## Créditos y personal
Créditos adaptados del sencillo en CD de «Torn» y de Tidal.
Publicaciones y ubicaciones
- Publicado por Max Cut Publishing / Artist Publishing Global / Warner Geo Met Ric Music / Warner Chappell Music / LiveMadLove / Artist Publishing Group West / Kobalt Songs Music Publishing / Cirkut Breaker / Prescription Songs / Autumn Rowe - Stellar Songs / Patriot Games / DTCM Ave
- Grabado en A Studios, West Hollywood, California

Personal
- Amanda Ava Koci – voz, composición
- Henry Walter – composición, producción, mezcla, programación
- Autumn Rowe – composición
- Madison Love – composición
- Nicole Morier – composición
- Chris Gehringer – masterización
- Serban Ghenea – mezcla
- John Hanes – ingeniería

## Posicionamiento en listas
| Listas (2019-2020)                                 | Mejor posición |
| -------------------------------------------------- | -------------- |
| Alemania (Official German Charts)                  | 10             |
| Australia (Radiomonitor)                           | 40             |
| Austria (Ö3 Austria Top 40)                        | 8              |
| Bélgica (Ultratip Flandes)                         | 23             |
| Bélgica (Ultratip Valonia)                         | 9              |
| CEI (Tophit)                                       | 2              |
| Croacia (HRT)                                      | 29             |
| Dinamarca (Tracklisten)                            | 25             |
| Eslovaquia (Rádio Top 100)                         | 1              |
| Eslovaquia (Singles Digitál Top 100)               | 40             |
| Eslovenia (SloTop50)                               | 3              |
| Estonia (Radiomonitor)                             | 9              |
| Europa (Billboard Euro Digital Song Sales)         | 15             |
| Finlandia (Suomen virallinen lista)                | 6              |
| Francia (SNEP)                                     | 38             |
| Grecia (IFPI Greece International Digital Singles) | 66             |
| Hungría (Dance Top 40)                             | 13             |
| Hungría (Rádiós Top 40)                            | 15             |
| Hungría (Single Top 40)                            | 8              |
| Hungría (Stream Top 40)                            | 22             |
| Irlanda (IRMA)                                     | 98             |
| Lituania (AGATA)                                   | 34             |
| Noruega (VG-lista)                                 | 5              |
| Países Bajos (Nederlandse Top 40)                  | 16             |
| Países Bajos (Single Top 100)                      | 35             |
| Polonia (Polish Airplay Top 100)                   | 1              |
| República Checa (Singles Digitál Top 100)          | 85             |
| Rumania (Airplay 100)                              | 52             |
| Rusia (Tophit)                                     | 3              |
| Suecia (Sverigetopplistan)                         | 33             |
| Suiza (Schweizer Hitparade)                        | 8              |
| Ucrania (Tophit)                                   | 7              |

| Listas (2020)                     | Posición |
| --------------------------------- | -------- |
| Austria (Ö3 Austria Top 40)       | 30       |
| Alemania (Official German Charts) | 33       |
| CEI (Tophit)                      | 8        |
| Dinamarca (Tracklisten)           | 43       |
| Francia (SNEP)                    | 145      |
| Hungría (Dance Top 40)            | 53       |
| Hungría (Rádiós Top 40)           | 68       |
| Hungría (Single Top 40)           | 41       |
| Países Bajos (Nederlandse Top 40) | 59       |
| Países Bajos (Single Top 40)      | 100      |
| Polonia (ZPAV)                    | 4        |
| Rusia (Tophit)                    | 6        |
| Suecia (Sverigetopplistan)        | 34       |
| Suiza (Schweizer Hitparade)       | 23       |
| Ucrania (Tophit)                  | 37       |

| Listas (2021)          | Posición |
| ---------------------- | -------- |
| CEI (Tophit)           | 99       |
| Hungría (Dance Top 40) | 43       |
| Rusia (Tophit)         | 109      |

## Certificaciones
| País           | Organismo certificador | Certificación | Ventas certificadas | Ref    |
| -------------- | ---------------------- | ------------- | ------------------- | ------ |
| Alemania       | BVMI                   | Platino       | 400 000             | [ 63 ] |
| Austria        | IFPI Austria           | Platino       | 30 000              | [ 64 ] |
| Brasil         | Pro-Música Brasil      | Platino       | 40 000              | [ 65 ] |
| Canadá         | Music Canada           | Platino       | 80 000              | [ 66 ] |
| Dinamarca      | IFPI Dinamarca         | Platino       | 90 000              | [ 67 ] |
| Estados Unidos | RIAA                   | Oro           | 500 000             | [ 68 ] |
| Francia        | SNEP                   | Platino       | 200 000             | [ 69 ] |
| Noruega        | IFPI Noruega           | 4× Platino    | 240 000             | [ 70 ] |
| Polonia        | ZPAV                   | 4× Platino    | 80 000              | [ 71 ] |

## Historial de lanzamiento
| Región | Fecha                   | Formato(s)                  | Versión     | Discográfica     | Ref    |
| ------ | ----------------------- | --------------------------- | ----------- | ---------------- | ------ |
| Varios | 27 de julio de 2018     | SoundCloud                  | Original    | Autopublicación  | [ 72 ] |
| Varios | 12 de diciembre de 2019 | Descarga digital, streaming | Original    | Atlantic Records | [ 73 ] |
| Varios | 8 de abril de 2020      | Descarga digital, streaming | Acústica    | Atlantic Records | [ 74 ] |
| Varios | 16 de abril de 2020     | Descarga digital, streaming | The Remixes | Atlantic Records | [ 75 ] |